# Primož Trubar

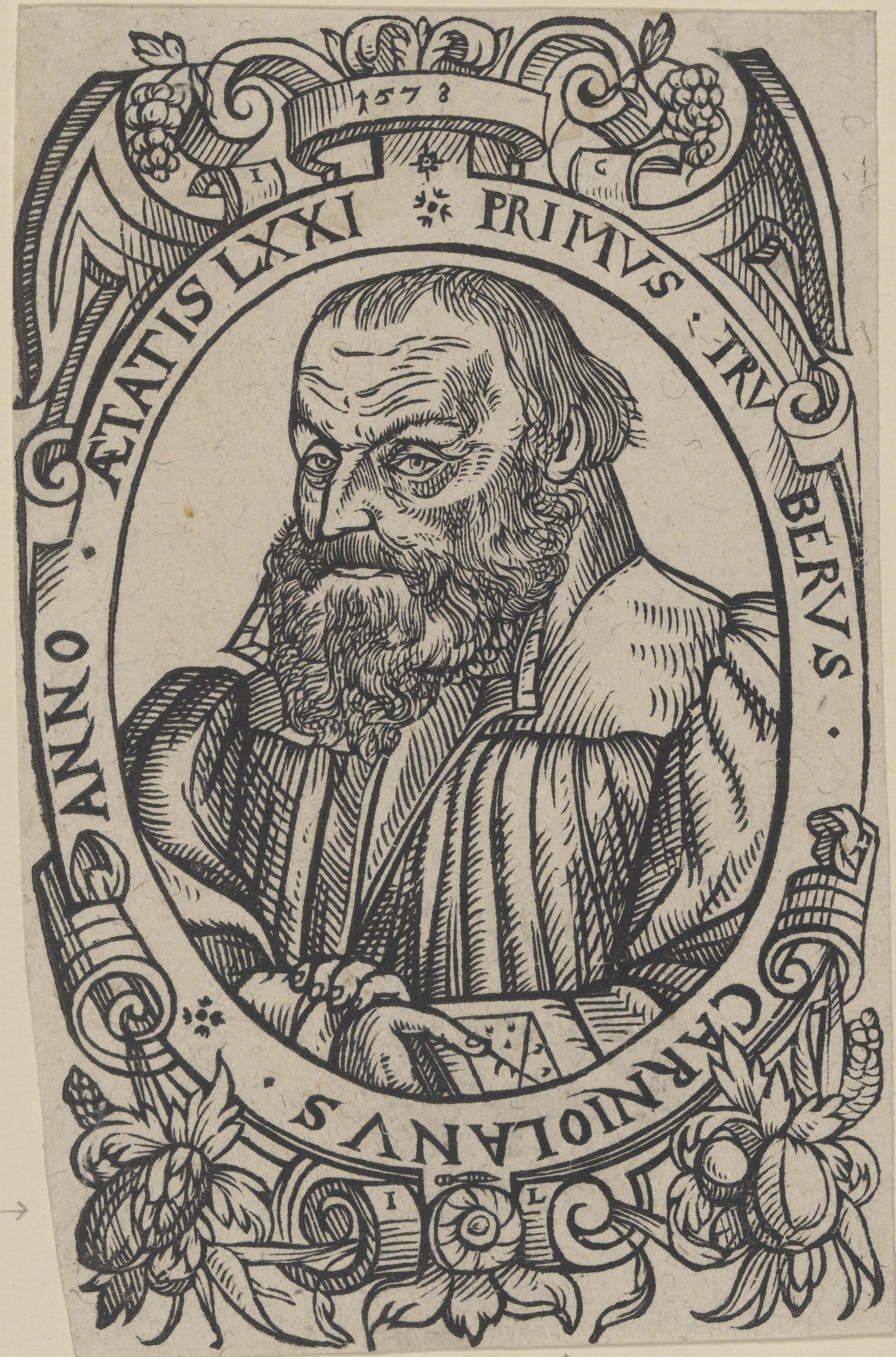
Kopergravure van Primož Trubar

Primož Trubar, gelatiniseerd: Primus Truber (Rašica, ca. 9 juni 1508 – Derendingen (Tübingen), 28 juni 1586) is een Sloveense protestantse geestelijke en hervormer. 
Hij is de eerste leider van de Sloveense protestantse kerk, schrijver van het eerste gedrukte boek in het Sloveens en is belangrijk geweest voor de vereniging van de Sloveense taal. 

## Biografie
Primož Trubar werd geboren in het dorpje Rašica, dicht bij de Sloveense stad Velike Lašče als zoon van de timmerman en molenaar Miha. Dit gebied was in Trubars tijd nog Habsburgs, en de mensen die daar woonden waren onderdanig aan de graven van Turjak. Zijn achternaam geeft aan dat zijn overgrootvader een aankondiger moet zijn geweest, misschien zelfs aan het hof van de graaf. De naam Trubar werd in Latijnse scholen gelatiniseerd naar Truberus. Het gebied waar Trubar geboren werd, was op dat moment ook een belangrijk handelscentrum, waarlangs heel wat transport verliep. Dit gebied beschikte daarom over tolhuizen. Trubars vader moest ook de inkomsten van de parochie controleren, en moest daarom ook de inkomsten uit de tolhuizen kunnen noteren. Daardoor kon Trubars vader schrijven.
Toen Primož twaalf was geworden, vroeg Miha om toestemming om zijn zoon een geestelijke opleiding te laten volgen. En zo vertrok Primož naar Rijeka om daar zijn middelbare scholing aan te vatten (1520-1521). Hij zette die daarna twee jaar voort in de Oostenrijkse stad Salzburg. Daar verdiende hij zijn brood door te zingen in de kerk. In 1524 vertrok hij naar Triëst. Daar zou hij verder opgeleid worden door bisschop Pietro Bonomo. Hij was de persoonlijke dienaar van de bisschop, maar zong ook in het koor. Hier kwam hij onder de indruk van de humanistische schrijvers, en dan vooral Erasmus van Rotterdam. 
Toen Primož twintig jaar was geworden, wees bisschop Bonomo hem de parochie Loka toe, niet ver van de stad Zidani Most. Daar zou hij bijna vicaris worden, ware het niet dat hij vertrok naar Wenen om daar zijn universiteitsstudies aan te vatten. Hij zou deze echter niet afmaken, en hij bleef maar twee jaar in Wenen. Daarna werd hij door Bonomo naar Laško gestuurd. Daar preekte hij in de geest van de humanist Erasmus en liet hij de mensen kennismaken met wetenschappen. Wegens de woede van parochianen, die hem bedreigden, gealarmeerd door Trubars preken in de nieuwe geest, werd hij overgeplaatst naar Ljubljana. In zijn preken gebruikte hij de Bijbelse uitleg van de Zwitserse reformisten en van de zwinglianen Bullinger en Pellicanus en sprak hij het Lutherse dogma voor. Vanwege zijn opvattingen werd hij door de lokale heerser in 1540 verbannen. Trubar vertrok weer naar Triëst, waar hij leefde onder de vleugels van bisschop Bonomo. Kort daarop bereikte Bonomo bij de bisschop van Ljubljana dat Trubar kanunnik kon worden. Aldus keerde Trubar in 1542 terug naar Ljubljana. 
Onder Urban Tekstor, de nieuwe bisschop van Ljubljana en tevens een vurig katholiek, werd Trubar vicaris in Šentjernej in het zuidoosten van Slovenië. Daar zou hij zich moeten gaan bezighouden met de leiding van de parochie, maar eigenlijk bereidde men voor Trubar uit te sluiten. Hij kwam dit echter op tijd te weten en vluchtte in 1548 naar Neurenberg in Duitsland.
In Duitsland ontving Trubar het pastoraat in een andere parochie in Rothenburg. Hij trouwde kort daarop met Barbara, dochter van Matija Sitar uit Kranj. Op dat moment begon Trubar te denken over de planning en de realisatie van de ontwikkeling van een Sloveense literatuur. Hij werd op dit moment overigens ook een echte protestant. Hij wilde de Slovenen ook tot dit nieuwe geloof overhalen door middel van het gedrukte Sloveense woord. Nadat hij enkele praktische zaken in orde had gebracht, stelde hij een catechismus en een Abecedarium samen. Aangezien de Sloveense taal nog niet gestandaardiseerd was, gebruikte hij het dialect van zijn eigen streek in Midden-Slovenië. Hij meende dat alle Slovenen dit dialect zouden begrijpen. De drukker van deze twee boekjes was Morhart in Tübingen. De boekjes werden gedrukt in een oplage van duizend exemplaren, en er werd gebruikgemaakt van gotische lettertekens. De Catechismus kwam uit onder de Duitse titel Catechismus in der windischen sprach. Trubar ondertekende als Philopatridus Illyricus, maar de drukker gaf hem het pseudoniem Jernej Škrjanec, om mogelijke vervolging te vermijden. 
De Catechismus bestaat uit enkele verklarende hoofdstukken uit de protestantse wetenschappen, zeven gedichten, twee gebeden en een preek over het geloof. Met dit boek wilde Trubar zijn landgenoten het protestantse geloof onderrichten en dit geloof verspreiden over de Sloveense gebieden. Met het andere boek, het Abecedarium, wilde hij zijn volk leren lezen. Trubar was met deze twee werken de grondlegger van de Sloveense literatuur. 
Kort na de uitgave van het eerste boek kreeg Trubar een parochie in Kempten, bij de Tiroolse grens. Hier leerde hij Petrus Paulus Vergerius beter kennen, een oud-bisschop uit Slovenië. Vergerius was op dat moment een raadgever van de Württembergse hertog Christoffel. Met Vergerius' hulp gaf Trubar opnieuw de eerste twee Sloveense boeken uit, deze keer in het Latijnse schrift. Ook bracht hij Ta Evangeli Svetiga Matevža en een vertaling van Vergerius' Italiaanse werk Ena Molitev tih Kerščenikov uit. Vergerius wilde als schrijver van deze boeken doorgaan, en daarom verbrak Trubar hun samenwerking. In 1557 gaf hij duizend pagina's uit, waaronder het boek Ta pervi deil tiga Noviga Testamenta. Dit bestaat uit vertalingen van de evangeliën en de Handelingen van de Apostelen, en werd bovendien uitgerust met een uitgebreid voorwoord over de wetenschappen van het lutherse geloof, een kalender (de eerste in Slovenië) en Postilo, dat wil zeggen een uitleg van de evangeliën van zondagen en feestdagen. 
Ondanks de moeilijkheden met Vergerius, kreeg hij van hertog Christoffel toestemming om nieuwe boeken uit te geven. Ta drugi deil Tiga noviga testamenta en Pavlovo Pismo Rimljanom verschenen in 1560. Vervolgens kreeg Trubar de uitnodiging om superintendant te worden in Ljubljana. Hij had in die tijd echter veel werk. Hij ontving een parochie in Urach en nam de leiding over een Bijbelschool. Daarna bracht hij zelfstandig Svetiga Pavla ta dva listi h tim Korintarjem inu ta h tim Galatarjem uit. Ook publiceerde hij in het Duits Register, een lijst van zijn werken, om de kritieken te weerleggen dat hij een zwingliaan zou zijn. Dit was de eerste Sloveense bibliografie. 
In juni 1561 werd hij naar Ljubljana gestuurd, waar hij majestueus en hartelijk werd ontvangen. Hij leidde de Sloveense protestantse kerk en zorgde ervoor dat er predikers waren in alle belangrijke Sloveense plaatsen. Spijtig genoeg kwam hij daarna in conflict met Klombner, omdat die een bundel van protestantse kerkelijke gedichten van twijfelachtige kwaliteit wilde drukken. Na twee maanden in Ljubljna geleefd te hebben, keerde hij terug naar Urach. Daar werkte hij onvermoeibaar voort. Ondertussen schreef hij meer inleidingen voor glagolitische en cyrillische boeken. (Prvi del novogo testamena 1562 en Artikule 1562.)
Het volgende jaar, in 1562, keerde Trubar opnieuw terug naar Ljubljana. Daar schreef hij toewijdingen in het Duits voor Kroatische boeken die hij uitgaf. Hij gaf in 1564 ook Cerveno Ordning uit, dat hij schreef voor de organisatie van de Sloveense kerk. Maar met het schrijven ervan belemmerde hij de rechten van de plaatselijke heerser, die op het werk beslag liet leggen. 
Trubar keerde terug naar Duitsland en woonde enkele maanden in Lauffen, maar verhuisde later naar Derendingen. Hier was hij priester tot het einde van zijn leven. Ook hier bleef hij actief schrijver. In 1566 verscheen Ta celi psalter Davidov, een nieuw Abecedarium en een Duits-Sloveens Ta celi katehismus, en daarnaast nog andere werken. 
In 1577 schreef hij zijn laatste werken: Noviga testamenta puslednji dejl, Ta celi novi testament en een vertaling van een werk van Luther. 
Primož Trubar stierf in 1586 op 78-jarige leeftijd in Derendingen, waar hij ook begraven is.

## Werken
- Catechismus (1550, opnieuw in 1555, het eerste boek in het Sloveens)
- Abecedarium (1550 of 1551, opnieuw in 1555 en 1566)
- Pesmarica (Liedboek, 1551, 1595)
- Ta evangeli sv. Matevža (1555)
- Ena molitov tih krščenikov, kir so zavolo te prave vere v jezusa Kristusa pregnani (1555)
- Ta prvi dejl tiga noviga testamenta (1557)
- Ta slovenski koledar (1557, opnieuw in 1582)
- En regišter... Ena kratka postila (1558)
- Ta drugi dejl tiga noviga testamenta (1560)
- Sv. Pavla ta dva listi (1561)
- Artikuli oli dejli te prave stare vere krščanske (1562)
- Slovenska cerkovna ordninga (Sloveense kerkorde, 1564)
- Ta celi psalter Davidov (Alle psalmen Davids, 1566)
- Ta celi katehismus (1567, opnieuw in 1574)
- Sv. Pavla listuvi (1567)
- Ena duhovska pesem (1567)
- Eni psalmi (1567, opnieuw in 1574)
- Tri duhovske pejsni (1575)
- Noviga testamenta pusledni dejl (1577)
- Ta prvi psalm ž nega trijemi izlagami (1579)
- Ta celi nov testament (1582)
- Hišna postila (1595, postuum door zijn zoon uitgegeven)

## Trivia
- Trubar staat afgebeeld op de Sloveense munt van 1 euro en op een herdenkingsmunt van 2 euro (2008), naar aanleiding van zijn 500e geboortejaar.

- Bibsys: 3418
- Biblioteca Nacional de España: XX1129565
- Bibliothèque nationale de France: cb12065546k (data)
- CiNii: DA18272543
- Gemeinsame Normdatei: 118761005
- International Standard Name Identifier: 0000 0001 2125 9001
- Library of Congress Control Number: n82028363
- Nationale Bibliotheek van Tsjechië: js20020925021
- Nationale bibliotheek van Australië: 35195932
- Nationale Bibliotheek van Israël: 987007304770505171
- Nationale Bibliotheek van Polen: a0000002194127
- Nationale en Universitaire bibliotheek Zagreb: 000001718
- Nederlandse Thesaurus van Auteursnamen: 071376607
- Istituto Centrale per il Catalogo Unico: SBLV134580
- LIBRIS: 257778
- Système universitaire de documentation: 067051103
- Trove: 860521
- Virtual International Authority File: 67285215
- WorldCat: E39PBJdMbK3PpFTGxtxRQcYHG3